# Piz Cotschen
Piz Cotschen är en bergstopp i Schweiz.   Den ligger i regionen Engiadina Bassa/Val Müstair och kantonen Graubünden, i den östra delen av landet, 210 km öster om huvudstaden Bern. Toppen på Piz Cotschen är 3 031 meter över havet, eller 303 meter över den omgivande terrängen. Bredden vid basen är 3,9 km.
Terrängen runt Piz Cotschen är bergig söderut, men norrut är den kuperad. Runt Piz Cotschen är det glesbefolkat, med 10 invånare per kvadratkilometer.. Närmaste större samhälle är Scuol, 10,0 km öster om Piz Cotschen. 
I omgivningarna runt Piz Cotschen växer i huvudsak barrskog.